# بولیویا، نیو ساوت ولز
بولیویا (به انگلیسی: Bolivia) یک شهرک در استرالیا است که در نیو ساوت ولز واقع شده‌است.